# Хоманова траектория
Хоманова траектория в небесната механика е елиптична траектория, по която космически кораб най-икономично може да премине от една кръгова орбита до друга. Обикновено това са кръговите орбити на две близкостоящи планети (например за полет от Земята до Луната, Марс или Венера). В най-простия случай Хомановата траектория е полуелипса, която допира тези две орбити в своя апоцентър и перицентър (вж. Апсида). Траекторията носи името на немския учен Валтер Хоман, който през 1925 г. пръв я описва в своята книга. По-късно същата траектория предлагат и съветските учени Владимир Ветчинкин и Фридрих Цандер.
Орбиталната маневра за преход включва два импулса на двигателя за ускоряване – първият да влезе в елиптичната орбита, а вторият – да излезе от нея и да се включи по орбитата около новия обект. Хомановата траектория може да се използва и за влизане в орбита около близкопрелитащи около Земята околоземни астероиди. За по-отдалечени обекти от Слънчевата система обикновено се избира доста по-сложна траектория, включваща и гравитационни маневри. Така се постига икономия на гориво, но не и на време от гледна точка на продължителността на полета.